# دنيس فيرير
دنيس فيرير (بالإنجليزية: Dennis Ferrer)‏ هو منتج أسطوانات ودي جيه أمريكي، ولد في 1970 في ذا برونكس في الولايات المتحدة.

## وصلات خارجية
- الموقع الرسمي
- دنيس فيرير على موقع IMDb (الإنجليزية)
- دنيس فيرير على موقع ميوزك برينز (الإنجليزية)
- دنيس فيرير على موقع أول ميوزيك (الإنجليزية)
- دنيس فيرير على موقع ديسكوغز (الإنجليزية)